# Butale
Butale is een dorp in het district North-East in Botswana. De plaats telt 549 inwoners (2011).